# Mnesipenthe subcana
Mnesipenthe subcana är en fjärilsart som beskrevs av Walker 1854. Mnesipenthe subcana ingår i släktet Mnesipenthe och familjen mätare. Inga underarter finns listade i Catalogue of Life.